# Idol Country

Idol Country est un film pornographique gay qui réunit, en 1994, deux grands noms du X gay : l'acteur Ryan Idol, alors en pleine ascension, et le célèbre réalisateur Chi Chi LaRue, au début de sa prolifique et longue carrière.

## Synopsis
Allan et son compagnon Richard organisent une fête pour leur consultant en affaires Ryan. Durant cette soirée, Ryan a des relations sexuelles avec deux autres invités. Richard est lassé de voir que Ryan ne fait qu'avoir des relations sexuelles sans lendemain sans s'attacher. Il le met au défi de passer une semaine avec le même homme, choisi par lui parmi les convives. Il lui présente alors son cousin Pete, à qui il propose d'emmener Ryan en weekend chez lui, dans sa ferme du Minnesota. Le citadin Ryan va vivre le choc des contrastes. Il y fait la connaissance des garçons de ferme. Allan téléphone à Pete pour lui révéler le pari, mais Ryan déclare à ce dernier qu'il souhaite tenir parole. Il découvre les joies de la vie à la campagne, et apprend à connaître Pete plus intimement.

## Fiche technique
- Titre original : Idol country
- Réalisation : Chi Chi LaRue
- Scénario : Gender
- Photographie : Bruce Cam et Kathy Mack
- Montage : Michael Zen
- Musique : B. Ackdor
- Année de réalisation : 1994
- Durée : 88 min.

## Distribution
- Ryan Idol : Ryan
- Grant Larson : Allan
- Marco Rossi  : Richard, le compagnon d'Allan
- Steve Marks : Pete
- Jake Andrews : un garçon de ferme
- Trent Reed : un garçon de ferme
- Rod Majors : Carlos, bras droit de Pete
- Mike Chavez : l'acheteur
- J.T. Sloan : invité à la soirée
- Tyler Regan : invité à la soirée
- Tanner Reeves : invité à la soirée
- Wolff : invité à la soirée

## Récompenses
- GayVN Awards 1994 : Prix du meilleur acteur pour Ryan Idol[1], meilleur packaging, meilleur scénario pour Gender, meilleure photographie pour Bruce Cam et Kathy Mack[2].